# Govind Perumal
Govind Perumal (25. rujna 1925. – Nala Sopara, 17. rujna 2002.) je bivši indijski hokejaš na travi. 
Na hokejaškom turniru na Olimpijskim igrama 1952. u Helsinkiju igrajući za Indiju je osvojio zlato. 
4 godine poslije na hokejaškom turniru na Olimpijskim igrama 1956. u Melbourneu igrajući za Indiju je također osvojio zlato. 

## Vanjske poveznice
- Profil na Sports-Reference.com  Arhivirana inačica izvorne stranice od 3. prosinca 2016. (Wayback Machine)